# UEFA Champions League 2010-2011 (qualificazioni)

## Primo turno
| Squadra 1       | Totale | Squadra 2      | Andata | Ritorno |
| --------------- | ------ | -------------- | ------ | ------- |
| FC Santa Coloma | 3 - 7  | Birkirkara     | 0 - 3  | 3 - 4   |
| Tre Fiori       | 1 - 7  | Rudar Pljevlja | 0 - 3  | 1 - 4   |

### Andata
| Andorra la Vella 29 giugno 2010, ore 19:00 CEST | FC Santa Coloma | 0 – 3 referto | Birkirkara | Estadi Comunal d'Aixovall\| Arbitro: \| Buttimer \| |
| Arbitro:                                        | Buttimer        |               |            |                                                     |

| Arbitro: | Sant |

|  |           |                                        |
|  | Marcatori | 31’ Useni 40’ Vlahović 90+5’ Jovanović |

### Ritorno
| Arbitro: | Madden |

|                                 |           |                                         |
| Galea 10’, 31’ Cilia 35’, 45+2’ | Marcatori | 21’ N. Urbani 45’ Jiménez 85’ M. Urbani |

| Arbitro: | Sidenco |

|                                                |           |             |
| Randjelović 7’, 67’ Vlahović 83’ Jovanović 85’ | Marcatori | 29’ Vannoni |

## Secondo turno
| Squadra 1         | Totale | Squadra 2      | Andata | Ritorno         |
| ----------------- | ------ | -------------- | ------ | --------------- |
| Inter Baku        | 1 - 1  | Lech Poznań    | 0 - 1  | 1 - 0 (8-9 dcr) |
| Metalurgs Liepāja | 0 - 5  | Sparta Praga   | 0 - 3  | 0 - 2           |
| Levadia Tallinn   | 3 - 4  | Debrecen       | 1 - 1  | 2 - 3           |
| Birkirkara        | 1 - 3  | Žilina         | 1 - 0  | 0 - 3           |
| Salisburgo        | 5 - 1  | HB Tórshavn    | 5 - 0  | 0 - 1           |
| Litex Loveč       | 5 - 0  | Rudar Pljevlja | 1 - 0  | 4 - 0           |
| Omonia            | 5 - 0  | Renova         | 3 - 0  | 2 - 0           |
| AIK               | 1 - 0  | Jeunesse Esch  | 1 - 0  | 0 - 0           |
| Hapoel Tel Aviv   | 6 - 0  | Željezničar    | 5 - 0  | 1 - 0           |
| Dinamo Zagabria   | 5 - 4  | Koper          | 5 - 1  | 0 - 3           |
| Bohemians         | 1 - 4  | The New Saints | 1 - 0  | 0 - 4           |
| Aktobe            | 3 - 1  | Olimpi Rustavi | 2 - 0  | 1 - 1           |
| BATE              | 6 - 1  | Hafnarfjörðar  | 5 - 1  | 1 - 0           |
| Ekranas           | 1 - 2  | HJK            | 1 - 0  | 0 - 2 (dts)     |
| Sheriff Tiraspol  | 3 - 2  | Dinamo Tirana  | 3 - 1  | 0 - 1           |
| Partizan          | 4 - 1  | Pyunik         | 3 - 1  | 1 - 0           |
| Linfield          | 0 - 2  | Rosenborg      | 0 - 0  | 0 - 2           |

### Andata
| Arbitro: | Kever |

|  |           |                |
|  | Marcatori | 47’ Wichniarek |

| Arbitro: | Eisner |

|  |           |                              |
|  | Marcatori | 37’ Kadlec 51’, 58’ Wilfried |

| Arbitro: | Kulbakov |

|             |           |           |
| Neemelo 59’ | Marcatori | 90’ Rezes |

| Arbitro: | Evans |

|            |           |  |
| Vukanac 1’ | Marcatori |  |

| Arbitro: | Satchi |

|                                                               |           |  |
| Zarate 21’ Jantscher 43’ Ulmer 46’ Wallner 64’ Hierländer 82’ | Marcatori |  |

| Arbitro: | Olsiak |

|          |           |  |
| Popov 8’ | Marcatori |  |

| Arbitro: | Kovarik |

|                                 |           |  |
| Konstantinou 7’, 62’ Morais 29’ | Marcatori |  |

| Arbitro: | Siejewicz |

|             |           |  |
| Engblom 57’ | Marcatori |  |

| Arbitro: | Clattenburg |

|                                            |           |  |
| Lala 10’, 31’, 38’ Shivhon 12’ Bešlija 28’ | Marcatori |  |

| Arbitro: | Kinhöfer |

|                                                     |           |             |
| Mandžukić 31’, 63’ Slepička 38’ Sammir 77’ Etto 81’ | Marcatori | 11’ Bubanja |

| Arbitro: | Nijhuis |

|             |           |  |
| Brennan 66’ | Marcatori |  |

| Arbitro: | Yıldırım |

|                 |           |  |
| Smakov 40’, 53’ | Marcatori |  |

| Arbitro: | Kakos |

|                                                   |           |               |
| Nekhaychik 48’, 85’, 88’ Bressan 58’ Rodionov 90’ | Marcatori | 89’ Björnsson |

| Arbitro: | Vollquartz |

|               |           |  |
| Radavičius 3’ | Marcatori |  |

| Arbitro: | Stalhammar |

|                                  |           |               |
| Volkov 9’ Nikolic 62’ Nadson 70’ | Marcatori | 12’ Malacarne |

| Arbitro: | Skjerven |

|                                  |           |               |
| Tomić 29’ Moreira 45+1’ Cléo 59’ | Marcatori | 30’ Edigaryan |

| Belfast 14 luglio 2010, ore 20:45 CEST | Linfield | 0 – 0 referto | Rosenborg | Windsor Park (1.715 spett.)\| Arbitro: \| Ennjimi \| |
| Arbitro:                               | Ennjimi  |               |           |                                                      |

### Ritorno
| Arbitro: | Pereira Gomes |

|  |           |                           |
|  | Marcatori | 15’ Aloneftis 24’ Leandro |

| Arbitro: | Trattou |

|          |           |  |
| Vila 18’ | Marcatori |  |

| Arbitro: | Asumaa |

|               |           |  |
| Samuelsen 73’ | Marcatori |  |

| Arbitro: | Vad |

|                                      |           |  |
| Jones 6’ Williams 14’, 73’ Sharp 20’ | Marcatori |  |

| Arbitro: | Banti |

|                                             |           |  |
| Handanagič 11’ Buberac 54’ Brulc 78’ (rig.) | Marcatori |  |

| Arbitro: | Sukhina |

|  |           |                                            |
|  | Marcatori | 28’ Niflore 39’ Yelenkovich 74’, 90’ Bratu |

| Arbitro: | Deaconu |

|                   |           |             |
| Rekhviashvili 30’ | Marcatori | 90’ Tleshev |

| Arbitro: | Borski |

|  |           |          |
|  | Marcatori | 28’ Cléo |

| Esch-sur-Alzette 21 luglio 2010, ore 17:00 CEST | Jeunesse Esch | 0 – 0 referto | AIK | Stade de la Frontière (1.568 spett.)\| Arbitro: \| Jones \| |
| Arbitro:                                        | Jones         |               |     |                                                             |

| Arbitro: | McDonald |

|                                  |           |  |
| Ojala 77’ Šidlauskas 119’ (aut.) | Marcatori |  |

| Arbitro: | Szabo |

|                                     |           |  |
| Piaček 21’ Lietava 77’ Oravec 90+2’ | Marcatori |  |

| Arbitro: | Strahonja |

|                          |           |  |
| Matějovský 12’ Zeman 43’ | Marcatori |  |

| Arbitro: | Harald Hagen |

|                                        |           |                    |
| Coulibaly 24’ Mbengono 32’ Szakály 55’ | Marcatori | 3’ Nahk 53’ Leitan |

| Arbitro: | Mažic |

|                                                                                          |                      | |
|                                                                                          | Marcatori            | 84’ Karlsons                                                                                       |
| Bosacki Krivets Peszko Kiełb Gancarczyk Wilk Injac Wojtkowiak Arboleda Stilić Kotorowski | Tiri di rigore 9 – 8 | Zlatinov Karlsons Odikadze Kruglov Accioly Levin Dashdemirov Chertoganov Kandelaki Červenka Lomaia |

| Arbitro: | Clos Gómez |

|  |           |              |
|  | Marcatori | 76’ da Silva |

| Arbitro: | Schörgenhofer |

|                         |           |  |
| Prica 32’ Henriksen 87’ | Marcatori |  |

| Arbitro: | Kaasik |

|  |           |              |
|  | Marcatori | 15’ Rodionov |

## Terzo turno

### Campioni
| Squadra 1        | Totale | Squadra 2       | Andata | Ritorno         |
| ---------------- | ------ | --------------- | ------ | --------------- |
| Omonia           | 2 - 5  | Salisburgo      | 1 - 1  | 1 - 4           |
| Litex Loveč      | 2 - 4  | Žilina          | 1 - 1  | 1 - 3           |
| Sparta Praga     | 2 - 0  | Lech Poznań     | 1 - 0  | 1 - 0           |
| The New Saints   | 1 - 6  | Anderlecht      | 1 - 3  | 0 - 3           |
| Aktobe           | 2 - 3  | Hapoel Tel Aviv | 1 - 0  | 1 - 3           |
| BATE             | 2 - 3  | Copenaghen      | 0 - 0  | 2 - 3           |
| Sheriff Tiraspol | 2 - 2  | Dinamo Zagabria | 1 - 1  | 1 - 1 (6-5 dcr) |
| Debrecen         | 1 - 5  | Basilea         | 0 - 2  | 1 - 3           |
| AIK              | 0 - 4  | Rosenborg       | 0 - 1  | 0 - 3           |
| Partizan         | 5 - 1  | HJK             | 3 - 0  | 2 - 1           |

#### Andata
| Arbitro: | István Vad |

|                     |           |           |
| LuaLua 90+1’ (rig.) | Marcatori | 8’ Zarate |

| Arbitro: | Kristinn Jakobsson |

|                |           |            |
| Wellington 78’ | Marcatori | 65’ Majtán |

| Arbitro: | Paolo Tagliavento |

|            |           |  |
| Brabec 76’ | Marcatori |  |

| Arbitro: | Darko Čeferin |

|           |           |                                   |
| Jones 52’ | Marcatori | 7’ Kljestan 18’ Legear 73’ Suárez |

| Arbitro: | Sascha Kever |

|                   |           |  |
| Smakov 67’ (rig.) | Marcatori |  |

| Barysaŭ 28 luglio 2010, ore 18:00 CEST | BATE                | 0 – 0 referto | Copenaghen | Gorodskoi\| Arbitro: \| Alexandru Dan Tudor \| |
| Arbitro:                               | Alexandru Dan Tudor |               |            |                                                |

| Arbitro: | Anastassios Kakos |

|             |           |           |
| Erokhin 35’ | Marcatori | 3’ Sammir |

| Arbitro: | César Muñiz Fernández |

|  |           |                         |
|  | Marcatori | 34’ Stocker 90+2’ Xhaka |

| Arbitro: | Thorsten Kinhöfer |

|  |           |               |
|  | Marcatori | 33’ Henriksen |

| Arbitro: | Alon Yefet |

|                              |           |  |
| Iliev 8’ Ilić 42’ Cléo 90+2’ | Marcatori |  |

#### Ritorno
| Arbitro: | Robert Schörgenhofer |

|                                    |           |             |
| Zahavi 16’ Sahar 31’ Ba 35’ (aut.) | Marcatori | 90’ Tleshev |

| Arbitro: | Pavel Cristian Balaj |

|                               |           |  |
| De Sutter 17’ Lukaku 69’, 74’ | Marcatori |  |

| Arbitro: | Pavel Královec |

|            |           |                |
| Kamara 39’ | Marcatori | 9’, 90+2’ Cléo |

| Arbitro: | Mark Clattenburg |

|                                |           |                              |
| Santin 2’ Kvist 27’ N'Doye 59’ | Marcatori | 40’ Kontsevoi 44’ Nekhaychik |

| Arbitro: | Thomas Einwaller |

|                                 |           |               |
| Rilke 52’ Oravec 70’ Ceesay 84’ | Marcatori | 50’ Sandrinho |

| Arbitro: | Vladislav Bezborodov |

|                                              |           |               |
| Çağdaş Atan 26’ Chipperfield 59’ Shaqiri 64’ | Marcatori | 74’ Coulibaly |

| Arbitro: | Fredy Fautrel |

|  |           |                       |
|  | Marcatori | 50’ (rig.) Kladrubský |

| Arbitro: | Eric Braamhaar |

|                                                              |                      |                                                                               |
| Sammir 55’ (rig.)                                            | Marcatori            | 16’ Volkov                                                                    |
| Bišćan Sammir Badelj Cufré Ibáñez Etto Calello Vrsaljko Dodô | Tiri di rigore 5 – 6 | Samardžič Stoyanov Volkov Jymmy Adamović Vranješ Nikolić Branković Haceaturov |

| Arbitro: | Stefan Johannesson |

|                                             |           |             |
| Švento 21’ Schiemer 37’, 40’ Boghossian 58’ | Marcatori | 90’ Rengifo |

| Arbitro: | Eduardo Iturralde González |

|                                  |           |  |
| Prica 55’ Demidov 64’ Lustig 76’ | Marcatori |  |

### Piazzati
| Squadra 1        | Totale      | Squadra 2             | Andata | Ritorno |
| ---------------- | ----------- | --------------------- | ------ | ------- |
| Dinamo Kiev      | 6 - 1       | Gent                  | 3 - 0  | 3 - 1   |
| Unirea Urziceni  | 0 - 1       | Zenit San Pietroburgo | 0 - 0  | 0 - 1   |
| Young Boys Berna | 3 - 2       | Fenerbahçe            | 2 - 2  | 1 - 0   |
| Ajax             | 4 - 4 (gfc) | PAOK                  | 1 - 1  | 3 - 3   |
| Braga            | 4 - 2       | Celtic                | 3 - 0  | 1 - 2   |

#### Andata
| Arbitro: | William Collum |

|                                           |           |  |
| Yarmolenko 19’ Ševčenko 80’ Zozulya 90+2’ | Marcatori |  |

| Bucarest 27 luglio 2010, ore 19:30 CEST | Unirea Urziceni | 0 – 0 referto | Zenit San Pietroburgo | Steaua Stadium\| Arbitro: \| Bruno Paixão \| |
| Arbitro:                                | Bruno Paixão    |               |                       |                                              |

| Arbitro: | Svein Oddvar Moen |

|                               |           |                             |
| Dudar 18’ Costanzo 89’ (rig.) | Marcatori | 5’ Emre Belözoğlu 42’ Stoch |

| Arbitro: | Tony Chapron |

|            |           |          |
| Suárez 13’ | Marcatori | 72’ Ivić |

| Arbitro: | Serge Gumienny |

|                                          |           |  |
| Alan 26’ (rig.) Elderson 76’ Matheus 88’ | Marcatori |  |

#### Ritorno
| Arbitro: | Mike Dean |

|           |           |  |
| Danny 33’ | Marcatori |  |

| Arbitro: | Aleksei Nikolaev |

|  |           |              |
|  | Marcatori | 40’ Bienvenu |

| Arbitro: | Cüneyt Çakır |

|               |           |                                     |
| Coulibaly 85’ | Marcatori | 32’ Garmash 55’ Milevskiy 89’ Gusev |

| Arbitro: | Carlos Velasco Carballo |

|                                          |           |                                     |
| Vieirinha 16’ Salpingidis 56’ Ivić 90+1’ | Marcatori | 48’ Suárez 50’ de Jong 55’ Lindgren |

| Arbitro: | Ivan Bebek |

|                       |           |                 |
| Hooper 52’ Juárez 79’ | Marcatori | 20’ Paulo César |

## Play-off

### Campioni
| Squadra 1    | Totale      | Squadra 2        | Andata | Ritorno         |
| ------------ | ----------- | ---------------- | ------ | --------------- |
| Rosenborg    | 2 - 2 (gfc) | Copenaghen       | 2 - 1  | 0 - 1           |
| Sparta Praga | 0 - 3       | Žilina           | 0 - 2  | 0 - 1           |
| Salisburgo   | 3 - 4       | Hapoel Tel Aviv  | 2 - 3  | 1 - 1           |
| Basilea      | 4 - 0       | Sheriff Tiraspol | 1 - 0  | 3 - 0           |
| Partizan     | 4 - 4       | Anderlecht       | 2 - 2  | 2 - 2 (3-2 dcr) |

#### Andata
| Arbitro: | Gianluca Rocchi |

|                           |           |              |
| Iversen 23’ Henriksen 57’ | Marcatori | 84’ Grønkjær |

| Arbitro: | Martin Atkinson |

|  |           |                       |
|  | Marcatori | 51’ Ceesay 73’ Oravec |

| Arbitro: | Pedro Proença |

|                                 |           |                                          |
| Pokrivač 28’ Wallner 67’ (rig.) | Marcatori | 3’ (rig.) Enyeama 44’ Sahar 53’ Shechter |

| Arbitro: | Terje Hauge |

|             |           |  |
| Stocker 54’ | Marcatori |  |

| Arbitro: | Claus Bo Larsen |

|                             |           |                       |
| Cléo 57’ Lecjaks 64’ (aut.) | Marcatori | 54’ Gillet 66’ Juhász |

#### Ritorno
| Arbitro: | Pieter Vink |

|              |           |                    |
| Zahavi 90+2’ | Marcatori | 42’ (aut.) Douglas |

| Arbitro: | Martin Hansson |

|  |           |                            |
|  | Marcatori | 74’ Streller 80’, 87’ Frei |

| Arbitro: | Craig Thomson |

|                                       |                      |                                          |
| Lukaku 64’ Gillet 72’                 | Marcatori            | 15’, 53’ Cléo                            |
| Suárez Biglia Gillet Legear Boussoufa | Tiri di rigore 2 – 3 | Cléo Krstajić Petrović Davidov Stanković |

| Arbitro: | Felix Brych |

|             |           |  |
| Ottesen 33’ | Marcatori |  |

| Arbitro: | Olegário Benquerença |

|            |           |  |
| Ceesay 18’ | Marcatori |  |

### Piazzati
| Squadra 1             | Totale | Squadra 2 | Andata | Ritorno     |
| --------------------- | ------ | --------- | ------ | ----------- |
| Zenit San Pietroburgo | 1 - 2  | Auxerre   | 1 - 0  | 0 - 2       |
| Young Boys Berna      | 3 - 6  | Tottenham | 3 - 2  | 0 - 4       |
| Dinamo Kiev           | 2 - 3  | Ajax      | 1 - 1  | 1 - 2       |
| Braga                 | 5 - 3  | Siviglia  | 1 - 0  | 4 - 3       |
| Werder Brema          | 5 - 4  | Sampdoria | 3 - 1  | 2 - 3 (dts) |

#### Andata
| Arbitro: | Björn Kuipers |

|             |           |  |
| Keržakov 3’ | Marcatori |  |

| Arbitro: | Frank De Bleeckere |

|                                        |           |                              |
| Lulić 4’ Bienvenu 13’ Hochstrasser 28’ | Marcatori | 42’ Bassong 83’ Pavlyuchenko |

| Arbitro: | Massimo Busacca |

|           |           |                |
| Gusev 66’ | Marcatori | 57’ Vertonghen |

| Arbitro: | Wolfgang Stark |

|             |           |  |
| Matheus 62’ | Marcatori |  |

| Arbitro: | Stéphane Lannoy |

|                                         |           |             |
| Fritz 51’ Frings 67’ (rig.) Pizarro 69’ | Marcatori | 90’ Pazzini |

#### Ritorno
| Arbitro: | Nicola Rizzoli |

|                                              |           |                                |
| Luís Fabiano 60’ Jesús Navas 84’ Kanouté 90’ | Marcatori | 31’ Matheus 58’, 85’, 89’ Lima |

| Arbitro: | Viktor Kassai |

|                             |           |                              |
| Pazzini 8’, 13’ Cassano 85’ | Marcatori | 90+3’ Rosenberg 100’ Pizarro |

| Arbitro: | Laurent Duhamel |

|                                      |           |  |
| Crouch 5’, 61’, 78’ (rig.) Defoe 32’ | Marcatori |  |

| Arbitro: | Damir Skomina |

|                       |           |  |
| Hengbart 9’ Jeleń 53’ | Marcatori |  |

| Arbitro: | Alberto Undiano Mallenco |

|                            |           |                     |
| Suárez 43’ El Hamdaoui 75’ | Marcatori | 84’ (rig.) Ševčenko |